# Richard Scheufler
Richard Scheufler (Ústí nad Labem, 1º novembre 1964) è un musicista, cantante, compositore produttore musicale, arrangiatore e pedagogo ceco.
La sua musica rappresenta una sintesi dei vari stili musicali a partire dal funk, continuando con il pop, il rock, il jazz moderno, l'hardcore per finire con la fusione con la musica classica.

## Gli inizi e l'educazione musicale
Il talento musicale di Richard si manifestò precocemente – non aveva nemmeno tre anni, quando cominciò a suonare l'armonica a bocca, gradualmente aggiunse il piano e lo strumento a percussione. Richard confermò la sua ambizione musicale suonando in un'orchestra di giovanissimi sotto la guida dello zio Jirka. Dopo lo scioglimento dell'orchestra il tredicenne Richard cambiò lo strumento per poter suonare il basso che suona fino ad oggi.

All'inizio Richard studiava la musica da autodidatta, poi continuava sotto la guida del professore Vladimír Hora tramite le lezioni private (1987 - 1989) e negli anni 1998 e 1999 anche presso il Conservatorio di musica di Jaroslav Ježek a Praga. Qui prendeva oltre alle lezioni di basso anche quelle di canto.

## La carriera musicale

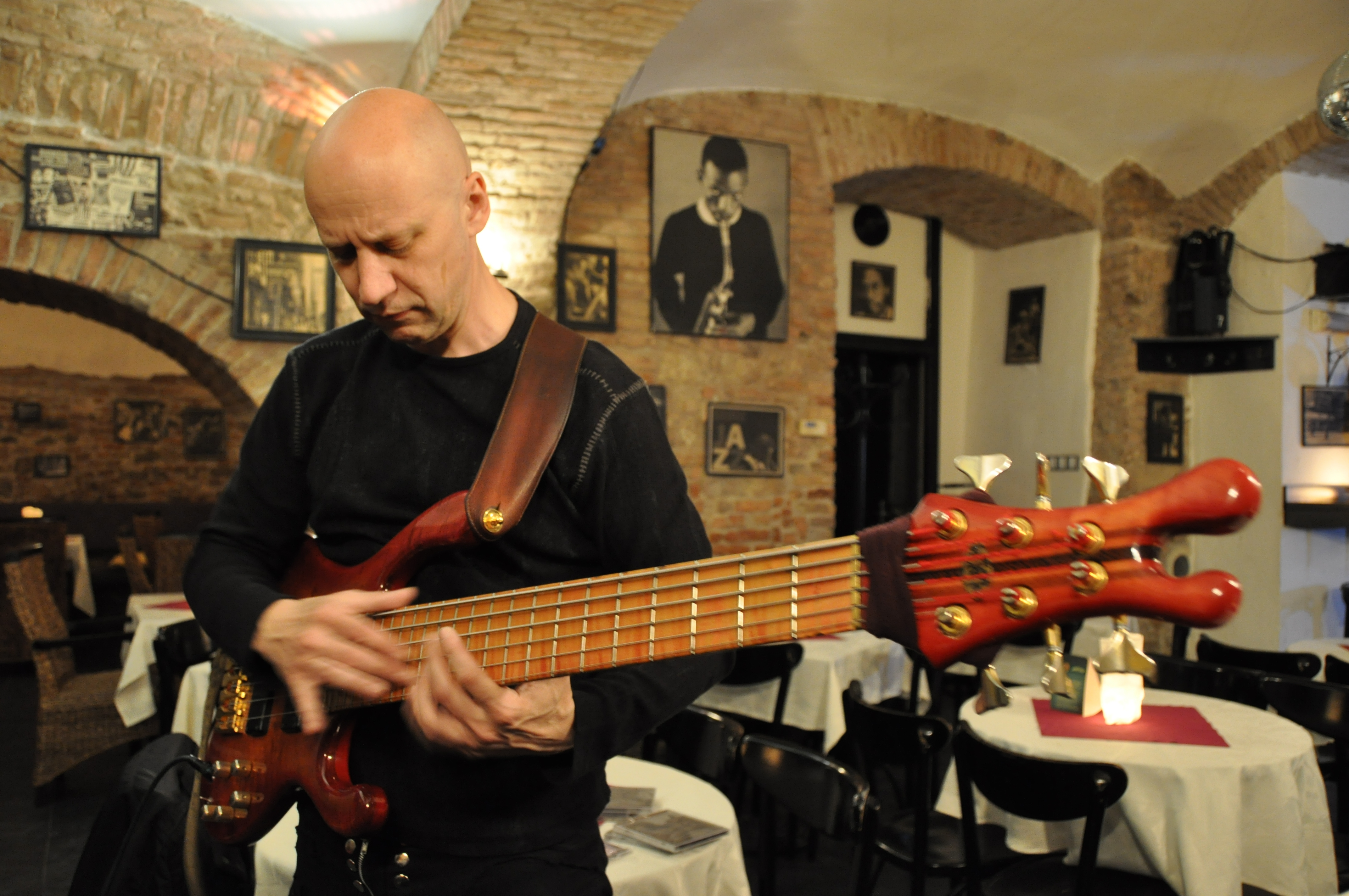
Richard prima del concerto

Dopo la sua partecipazione musicale nei vari gruppi regionali ottenne Richard, nel 1986, per quasi quattro anni un impegno professionale nel gruppo Natural. Dopo di ciò continuò a suonare con il gruppo Buran Prášil e nel 1990 con il gruppo del cantante ceco Dalibor Janda. Il suo incontro con il musicista e compositore Milan Steigerwald significò un altro passo importante nella crescita professionale di Richard – per i dodici anni successivi diventò il membro del gruppo King Size. Sebbene il gruppo cessasse la sua attività musicale, esiste a tutt'oggi e Richard assieme al suo figlio ci suonano da artisti ospiti. Richard prendeva parte anche alla registrazione di vari artisti pop cechi come per esempio Karel Gott, Lucie Bílá e Lenka Filipová. Lui partecipava anche alla formazione dell'album pop del gruppo Damiens intitolato Nechci zůstat sám/ Non voglio rimanere solo insieme con l'altro musicista ceco Láďa Křížek. Vale la pena di menzionare il premio del Disco d’Oro (Zlatá deska) che ricevette per la sua partecipazione al progetto soprannominato. Richard contribuì anche a parecchi progetti jazz, nel campo di cui ebbe l'opportunità di cooperare con il gruppo Blue Birds del sassofonista Ivan Myslikovjan e con la sassofonista Andrea Kolmanová (assieme al suo figlio Richard contribuì al suo album Andrea) e con molti altri artisti.

Attualmente appartiene al gruppo Pražský Výběr II, guidata dal frontman Michael Kocáb, noto come compositore, cantante e attivista politico. Durante il 2007 il gruppo PV II ha fatto una serie di concerti suonando nei festival e Richard prendeva parte a tutte le attività che hanno a che fare con un gruppo musicale (lavorando sugli altri progetti nello studio musicale, apparizioni alla radio, video...). In quest'anno l'album del PV II „Vymlácený rockový palice“ è stato lanciato sul mercato e nel giugno 2008 è stato pubblicato sul DVD il concerto „PRAŽSKÝ VÝBĚR II LIVE“ che si è svolto il 3 maggio 2007 in Teplice.

## La carriera all'estero
Alla fine del 2002 le tracce di Richard hanno portato a Hastings in Inghilterra. Lavorava nello studio di Claire Hamill e recitava con gli artisti locali, per esempio Tom Palmer, Steve Winchster, Donna Terenzi, Mama Josie e Papa George. Faceva anche degli spettacoli da solista e cooperava più strettamente con l'ex percussionista di Robbie Williams Nana Tsiboe tramite il suo progetto solista intitolato Bushfaya.

Il suo periodo inglese non era l'ultimo periodo all'estero. Nel 2001 girava video musicali in Africa e alla Fiera musicale di Francoforte presentava gli strumenti musicali di George Dennis.

## I progetti da solista
Il primo album solista di Richard Scheufler intitolato V rukou Tvých / In your hands è apparso sul mercato nella versione ceca e inglese nel 2001. Con questo album Richard si è presentato come compositore, cantante solista, arrangiatore e produttore musicale.

Il secondo album solista Between us è nato tra gli anni 2004 e 2008 e Richard l'ha lanciato nel 2008 sotto il marchio Scheufler's Records. L'album contiene 16 composizioni cantate in inglese e poi le composizioni strumentali nate dalla cooperazione con gli altri artisti (il figlio Richard, Ted Whang, Peter Boška, Jiří Neužil, Štěpán Škoch, Andrea Kolmanová, Markéta Rohanová ecc.).

## L'attività pedagogica
Richard Scheufler è ben noto anche per la sua attività pedagogica. Ha pubblicato un corso di chitarra basso sull'audiocassetta intitolata Slap & Funky (1994). Nel 2000 è stato lanciato il corso omonimo come il primo corso del genere su videocassetta in Repubblica Ceca. Dal 1997 al 2002 lavorava come lettore dei corsi estivi di musica rock organizzati regolarmente a Dobrá Voda presso Prachatice. Gli studenti hanno dato impeto alla creazione di un materiale musicale pubblicato nel 2001 sul disco intitolato Jednou v roce/Una volta per anno.

Richard ha svolto tanti workshop durante le varie fiere musicali, a Praga ogni anno già dal 1991 (Huvel, Muzika 2003), a Bratislava e all'estero per esempio a Francoforte.

## La collaborazione con il figlio Richard - Scheufler Project
La cooperazione musicale con il figlio Richard gode di una posizione particolare nella vita professionale di Richard (28.9.1988, Partizánske, Slovacchia)- ufficialmente sotto il nome di Scheufler Project. La storia si ripete e il suo figlio Richard dice di sì alla musica fin dall'infanzia. Al fianco del padre suonava nel gruppo King Size, di cui ospiti fissi sono fino d'ora. All'età di dodici anni contribuiva alla registrazione dell'album pop del gruppo Damiens Nechci zůstat sám/ Non voglio rimanere solo, al quale Richard ha collaborato, poi prendeva parte alla tournée di Lenka Filipová e partecipava anche al secondo album solista del padre con il titolo Between us (Scheufler's Records, 2008). Dal 2004 tutti e due sono gli ospiti fissi all´opera rock Antigona.

## L'attrezzatura musicale
Nell'ottobre 2004 Richard ha accettato un'offerta di collaborazione dalla ditta MusicData (il distributore degli amplificatori a marchio HUGHES & KETTNER) che riguardava la presentazione dei prodotti QUANTUM nei concerti solisti, nei seminari e nelle fiere musicali. Richard coopera anche con la ditta ALEXIM presentando gli effetti analogici e le corde prodotte dalla ditta svedese EBS.

Nel 2007 Richard ha allacciato una collaborazione con la ditta ROLAND e con il fabbricante ungherese delle chitarre basso a marchio FIBENARE che dal 2006 sviluppava per Richard un modello di chitarra basso a sei corde Fibenare Standard RS MIDI – una chitarra basso che sfrutta l'input analogico e anche quello digitale. La collezione degli strumenti musicali di Richard contiene inoltre i modelli firmati K&K, una ditta con cui Richard collabora già dal 1997, sono come segue: 
- Richard Scheufler model Romeo 6 strings
- Richard Scheufler model Juliet 6 strings (fretless)
- Slapper 4 strings
- Bassman 4 strings

e Yamaha TRB 6P.
L'attrezzatura dello studio musicale e quello destinato per i workshop comprende il sequencer Yamaha QY 700, HDD Korg D16, Korg Pandora PX5D e Audix Microphone.

Terminata la collaborazione con la MusicData e HUGHES & KETTNER alla fine del 2007 Richard ha comprato gli apparecchi Ampeg (Ampeg SVP-CL, Ampeg SVT PRO e Ampeg SVP-BSP) e Hafler (power amp). Richard utilizza l'assortimento completo degli effetti analogici a marchio EBS e il Phaser di George Dennis e poi gli effetti digitali Roland V-Bass, Roland GR-20 e Roland GKP-4.

## Discografia
1. King Size - Lovci Těl / The Body Hunters (1992)
2. Karel Gott - Vánoční Koncert / The Christmas Concert (1992)
3. King Size - Jezebel (1993)
4. King Size - Happy Sapiens (1993)
5. Ondřej Soukup - Nudity for Sale / Nahota na prodej (1993)
6. Lucie Bílá - Zahrada Rajských Potešení (1994)
7. Corso di chitarra basso su audiocassetta - Slap&Funky (1994)
8. Čeští Mistři Baskytary - Czech Masters of Bassguitar (1995)
9. King Size - Psychothriller (Příkrý Les) (1993)
10. King Size - Romeo & Julie / Romeo & Juliet (1997)
11. Katryna - Yadid Nefesh (2000)
12. Corso di chitarra basso su videocassetta - Slap&Funky (2000)
13. Damiens - Super Bílá Myš / Super White Mouse (2001)
14. R. Scheufler - V Rukou Tvých / In Your Hands (2001)
15. D. Stárek - Jediná / The Only One (2001)
16. L. Semelka - Muj Vek / My Age (2001)
17. Damiens - Nechci zustat sám / I don't want to be alone (2002)
18. Il disco lanciato dai lettori di musica - Jednou v Roce / Once a Year (2002)
19. M. Jakubovie - Z Druhé Strany / From The Other Hand (2002)
20. Myslikovjan & Scheufler - The 4 Seasons (2002)
21. R. Scheufler & friends - Classical Music (2003)
22. The Scheuflers - My World (2003)
23. Nana Tsiboe - Bushfaya (2003)
24. Andrea Kolman - Andrea (2003)
25. King Size - King Size (2004)
26. Richard Scheufler - Between us (2004)
27. Kečup - Frontální útok / The Frontal Attack (2005)
28. Antigona (la versione promo) - L'opera rock (2006)
29. Pražský Výběr II / Prague Selection II - Vymlácený rockový palice / Smashed Rock Heads (2007)
30. Jan Militký - Sběrné suroviny / The Junk (2007)
31. FN 206 Fontana Music Library - Bass & Drums (2007)
32. FN 206 Fontana Music Library - Variant Moods For TV Production (2007)
33. Pražský výber II / Prague Selection II - DVD PRAŽSKÝ VÝBĚR II LIVE (2008)
34. Antigona (il disco doppio) - L'opera rock (2008)